# 瓦莱斯库尔
瓦莱斯库尔（法語：Valescourt）是法国瓦兹省的一个市镇，位于该省北部，属于克莱蒙区。该市镇总面积6.87平方公里，2009年时的人口为277人。

## 人口
瓦莱斯库尔人口变化图示